# Hotmart
Hotmart es una plataforma digital fundada en el año 2011 por los brasileños João Pedro Resende y Mateus Bicalho. El modelo de negocio de Hotmart está basado en la venta y distribución de productos digitales, funcionando como una red de afiliación. En la plataforma, que cuenta con más de siete millones de usuarios en la actualidad, se comercializan contenidos digitales como audiolibros, cursos en línea, pódcast y libros electrónicos, entre otros.

## Historia
La idea de crear una plataforma digital nació en el año 2007, cuando João Pedro Resende, uno de los socios fundadores, escribió un ebook y buscó la mejor alternativa para popularizarlo. Resende se asoció con Mateus Bicalho y ambos crearon la plataforma. En 2010 lograron un impulso económico al ganar un concurso de startups. Inicialmente operativa en territorio brasileño, Hotmart logró expandirse con el paso del tiempo a países de habla hispana como Colombia, España y México, incursionando incluso en el mercado neerlandés. En la actualidad, la plataforma cuenta con más de siete millones de usuarios alrededor del mundo. En 2020, Hotmart adquirió la compañía Teachable.

## Modelo de negocio
Según Resende, Hotmart es "una plataforma que ofrece oportunidades tanto para ganar dinero extra como para quien quiere empezar a emprender por Internet". Su modelo de negocio se basa en la distribución y venta de productos digitales, como audiolibros, cursos en línea, pódcast y libros electrónicos, entre otros. Para este propósito, la plataforma cuenta con cuatro tipos de cliente: productor, coproductor, afiliado y comprador.
Su modelo de negocio permite que jóvenes [mayores de 18 años] empiecen su propio negocio sin tener que invertir ni un dólar. Esto es posible empezando incluso como afiliado, la forma que pide menos requisitos para empezar. 
La Plataforma tiene diversos tipos de reconocimientos. En la siguiente tabla se muestran según la facturación en ventas tanto en dólares americanos como en reales brasileños (aproximada).
| Reconocimiento      | Facturación (USD) | Facturación (R$) |
| ------------------- | ----------------- | ---------------- |
| Hotmart Black       | 180.000           | 1'000.000        |
| Hotmart Black Moon  | 800.000           | 4'294490         |
| Hotmart Black Venus | 3'000.000         | 16'104339        |
| Hotmart Black Sun   | 5'000.000         | 26'840566        |

Con el fin de afianzar su presencia en Latinoamérica, la compañía realiza periódicamente eventos presenciales denominados Hotmart Start, en los que se llevan a cabo actividades de formación encaminadas al crecimiento del comercio electrónico. Eventos de este tipo se han realizado en Brasil, Colombia, España y México, y han contado con personalidades relacionadas con esta actividad económica como Erico Rocha, Cris Urzua, Johannes Waldow y los propios fundadores de Hotmart.